# România la Jocurile Olimpice de vară din 1976

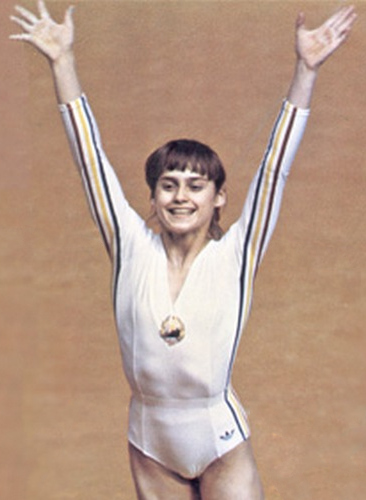
Nadia Comăneci

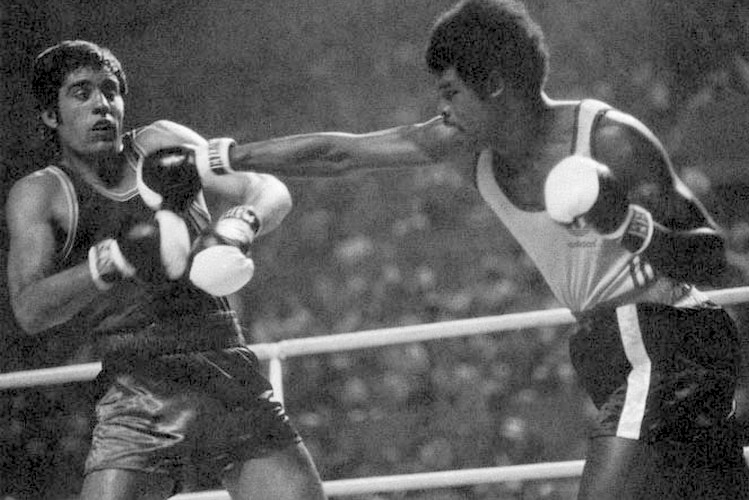
Costică Dafinoiu (la stânga)

România a participat la Jocurile Olimpice de vară din 1976 care au avut loc la Montreal, Canada, în perioada 17 iulie - 1 august 1976. Luptătorul Nicolae Martinescu a fost portdrapelul României la ceremonia de deschidere.

## Medalii

### Aur
- Nadia Comăneci — gimnastică, paralele inegale
- Nadia Comăneci — gimnastică, bârnă
- Nadia Comăneci — gimnastică, individual compus
- Vasile Dîba — kaiac canoe, 500m

### Argint
- Teodora Ungureanu — gimnastică, paralele inegale
- Gabriela Trușcă, Georgeta Gabor, Anca Grigoraș, Mariana Constantin, Teodora Ungureanu și Nadia Comăneci — gimnastică, echipe
- Simion Cuțov — box, cat. semiușoară (60 kg)
- Mircea Simon — box (81 kg)
- Gheorghe Berceanu — lupte greco-romane (48 kg)
- Nicu Gingă — lupte greco-romane (52 kg)
- Ștefan Rusu — lupte greco-romane (68 kg)
- Gheorghe Danilov, Gheorghe Simionov — kaiac canoe, 1000m
- Cornel Penu, Nicolae Munteanu, Gavril Kicsid, Cristian Gațu, Ghiță Licu, Cezar Drăgăniță, Radu Voina, Roland Gunesch, Alexandru Fölker, Ștefan Birtalan, Adrian Cosma, Constantin Tudosie, Werner Stöckl și Mircea Grabovschi — handbal, echipe

### Bronz
- Gheorghe Megelea — atletism, aruncarea suliței
- Nadia Comăneci — gimnastică, sol
- Teodora Ungureanu — gimnastică, bârnă
- Dan Grecu — gimnastică, inele
- Vasile Dîba — kaiac canoe, 1000m
- Costică Dafinoiu — box, cat. semigrea (81 kg)
- Alec Năstac — box, cat. mijlocie (75 kg)
- Victor Zilberman — box, cat. semijlocie (67 kg)
- Roman Codreanu — lupte greco-romane (+100 kg)
- Stelică Morcov — lupte libere (90 kg)
- Ladislau Simon — lupte libere (+100 kg)
- Policarp Malîhin, Larion Serghei — kaiac canoe, 500m
- Daniel Irimiciuc, Ioan Pop, Marin Mustață, Corneliu Marin și Alexandru Nilca — scrimă, sabie, echipe
- Ioana Tudoran, Maria Micșa, Felicia Afrăsiloaie, Elisabeta Lazăr și Elena Giurcă — canotaj, 4+1 rame

## Atletism
Probe pe șosea și pistă
| Atlet              | Probă            | Serie    | Serie | Semifinală   | Semifinală   | Finală       | Finală       |
| Atlet              | Probă            | Timp     | Loc   | Timp         | Loc          | Timp         | Loc          |
| ------------------ | ---------------- | -------- | ----- | ------------ | ------------ | ------------ | ------------ |
| Gheorghe Ghipu     | 1500 m           | 3:39,20  | 6     | nu a avansat | nu a avansat | nu a avansat | nu a avansat |
| Ilie Floroiu       | 5000 m           | 13:37,09 | 7     | N/A          | N/A          | nu a avansat | nu a avansat |
| Ilie Floroiu       | 10 000 m         | 28:23,40 | 4     | N/A          | N/A          | 27:59,93     | 5            |
| Ilie Floroiu       | maraton          | N/A      | N/A   | N/A          | N/A          | NS           | –            |
| Gheorghe Cefan     | 3000 m obstacole | 8:57,22  | 12    | N/A          | N/A          | nu a avansat | nu a avansat |
| Mariana Suman      | 800 m            | 2:00,00  | 4     | 2:00,01      | 4            | 2:02,21      | 8            |
| Ileana Silai       | 800 m            | 2:02,82  | 3     | 2:02,22      | 6            | nu a avansat | nu a avansat |
| Ileana Silai       | 1500 m           | 4:13,61  | 6     | nu a avansat | nu a avansat | nu a avansat | nu a avansat |
| Natalia Mărășescu  | 1500 m           | 4:08,31  | 3     | 4:07,92      | 7            | nu a avansat | nu a avansat |
| Maricica Puică     | 1500 m           | 4:12,62  | 5     | nu a avansat | nu a avansat | nu a avansat | nu a avansat |
| Valeria Ștefănescu | 100 m garduri    | 13,60    | 4     | 13,59        | 4            | 13,35        | 7            |

Probe pe teren
| Atlet            | Probă      | Calificare | Calificare | Finală       | Finală       |
| Atlet            | Probă      | Distanță   | Loc        | Distanță     | Loc          |
| ---------------- | ---------- | ---------- | ---------- | ------------ | ------------ |
| Carol Corbu      | triplusalt | 16,30      | 12         | 16,43        | 8            |
| Iosif Naghi      | disc       | 57,28      | 22         | nu a avansat | nu a avansat |
| Gheorghe Megelea | suliță     | 80,26      | 14         | 87,16        | 3            |
| Cornelia Popa    | înălțime   | 1,80       | 13         | 1,87         | 8            |
| Elena Vintilă    | lungime    | 6,28       | 8          | 6,38         | 8            |
| Doina Spînu      | lungime    | 6,06       | 20         | nu a avansat | nu a avansat |
| Argentina Menis  | disc       | 59,56      | 7          | 65,38        | 6            |
| Ileana Zörgő     | suliță     | 55,34      | 12         | 55,60        | 11           |

## Box
| Sportiv             | Probă         | Primul meci           | Al 2-lea meci         | Al 3-lea meci          | Sferturi                | Semifinale           | Finală                  | Finală |
| Sportiv             | Probă         | Adversar Rezultat     | Adversar Rezultat     | Adversar Rezultat      | Adversar Rezultat       | Adversar Rezultat    | Adversar Rezultat       | Loc    |
| ------------------- | ------------- | --------------------- | --------------------- | ---------------------- | ----------------------- | -------------------- | ----------------------- | ------ |
| Remus Cosma         | semimuscă     | Poontarat (THA) P 1–4 | Nu a avansat          | N/A                    | Nu a avansat            | Nu a avansat         | Nu a avansat            | =17    |
| Constantin Gruiescu | muscă         | N/A                   | Maina (KEN) C NP      | Rodríguez (CUB) P 2–3  | Nu a avansat            | Nu a avansat         | Nu a avansat            | =9     |
| Faredin Ibrahim     | cocoș         | N/A                   | Yong-Jo (PRK) P 1–4   | Nu a avansat           | Nu a avansat            | Nu a avansat         | Nu a avansat            | =15    |
| Gheorghe Ciochină   | pană          | N/A                   | Ouma (KEN) C NP       | Weller (FRG) C 4–1     | Nowakowski (GDR) P k.o. | Nu a avansat         | Nu a avansat            | =5     |
| Simion Cuțov        | semiușoară    | N/A                   | Mittee (GBR) C AOL    | Calzadilla (VEN) C 5–0 | Lundby (SWE) C 5–0      | Solomin (URS) C 5–0  | Davis Jr. (USA) P 0–5   | 2      |
| Calistrat Cuțov     | ușoară        | N/A                   | Ruiz (FRA) C 5–0      | Harahap (INA) C 5–0    | Kolev (BUL) P 0–5       | Nu a avansat         | Nu a avansat            | =5     |
| Victor Zilberman    | semimijlocie  | N/A                   | Kotey (GHA) C NP      | Jones (GBR) C 5–0      | Santos (PUR) C 3–2      | Bachfeld (GDR) P 2–3 | Nu a avansat            | 3      |
| Vasile Didea        | mijlocie mică | Prevost (CAN) C DS    | Stancev (BUL) C 3–2   | N/A                    | Kačar (YUG) P 0–5       | Nu a avansat         | Nu a avansat            | =5     |
| Alec Năstac         | mijlocie      | N/A                   | McElwaine (AUS) C 3–2 | N/A                    | Martins (BRA) C 3–2     | Spinks (USA) P NP    | Nu a avansat            | 3      |
| Costică Dafinoiu    | semigrea      | N/A                   | Nixon (GUY) C NP      | N/A                    | Burgess (BER) C 5–0     | Soria (CUB) P b.ab.  | Nu a avansat            | 3      |
| Mircea Simon        | grea          | N/A                   | Berbick (JAM) C 5–0   | N/A                    | Sapundhiev (BUL) C 4–1  | Hill (BER) C 5–0     | Stevenson (CUB) P b.ab. | 2      |

## Caiac canoe

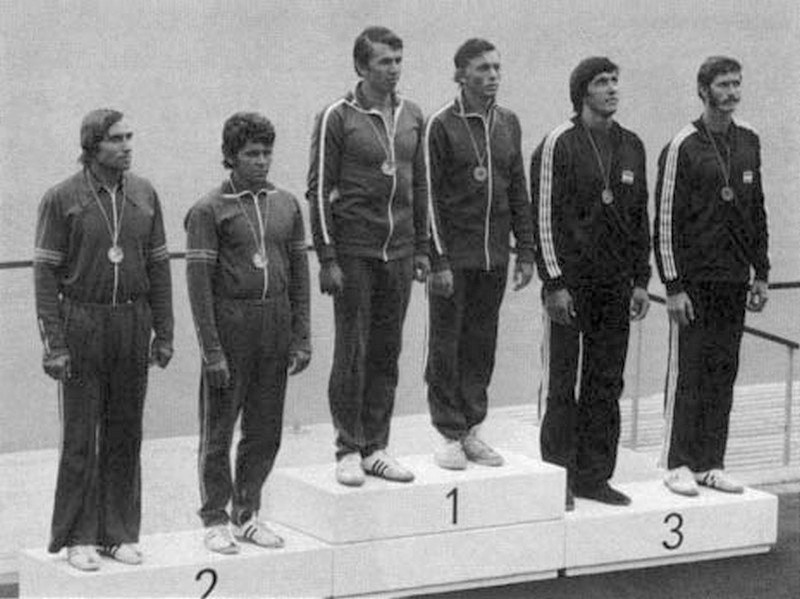
Gheorghe Danielov și Gheorghe Simionov (la stânga)

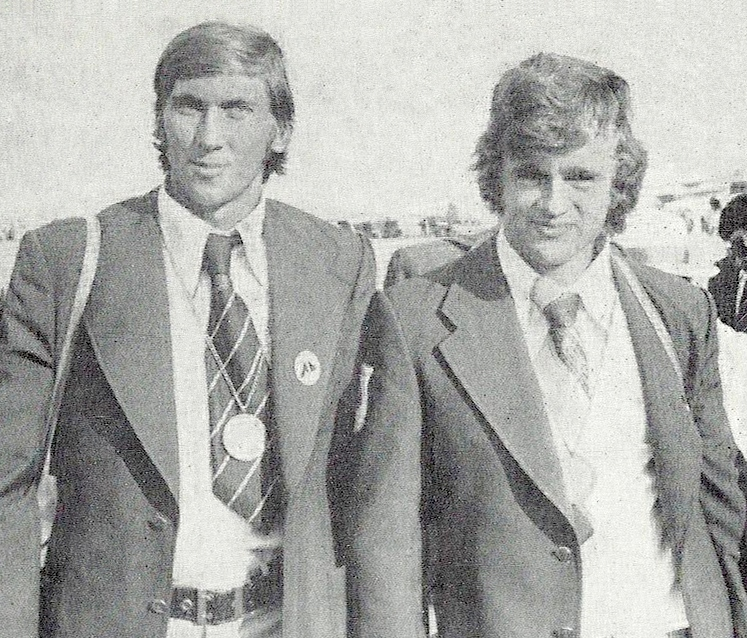
Larion Serghei, Policarp Malîhin

| Sportiv                                                        | Probă      | Serie   | Serie | Recalificări | Recalificări | Semifinale | Semifinale | Finală  | Finală |
| Sportiv                                                        | Probă      | Timp    | Loc   | Timp         | Loc          | Timp       | Loc        | Timp    | Loc    |
| -------------------------------------------------------------- | ---------- | ------- | ----- | ------------ | ------------ | ---------- | ---------- | ------- | ------ |
| Ivan Patzaichin                                                | C-1 500 m  | 2:15,35 | 7     | 2:03,01      | 1            | 2:09,34    | 2          | 2:01,40 | 7      |
| Ivan Patzaichin                                                | C-1 1000 m | 4:13,09 | 1     | N/A          | N/A          | 4:15,21    | 2          | 4:15,08 | 5      |
| Gheorghe Danielov Gheorghe Simionov                            | C-2 500 m  | 1:57,27 | 2     | N/A          | N/A          | 1:50,56    | 1          | 1:48,84 | 4      |
| Gheorghe Danielov Gheorghe Simionov                            | C-2 1000 m | 3:48,57 | 2     | N/A          | N/A          | 3:55,12    | 1          | 3:54,28 | 2      |
| Vasile Dîba                                                    | K-1 500 m  | 1:54,14 | 1     | N/A          | N/A          | 1:53,64    | 1          | 1:46,41 | 1      |
| Vasile Dîba                                                    | K-1 1000 m | 3:57,19 | 2     | N/A          | N/A          | 3:51,69    | 2          | 3:49,65 | 3      |
| Larion Serghei Policarp Malîhin                                | K-2 500 m  | 1:43,49 | 1     | N/A          | N/A          | 1:40,38    | 3          | 1:37,43 | 3      |
| Larion Serghei Policarp Malîhin                                | K-2 1000 m | 3:39,75 | 7     | 3:32,86      | 1            | 3:27,93    | 3          | 3:34,27 | 7      |
| Nicușor Eșanu Vasile Simiocenco Nicolae Simionenco Mihai Zafiu | K-4 1000 m | 3:06,88 | 1     | N/A          | N/A          | 3:15,60    | 2          | 3:11,35 | 4      |
| Maria Mihoreanu                                                | K-1 500 m  | 2:15,00 | 4     | 2:06,60      | 1            | 2:05,72    | 2          | 2:05,40 | 5      |
| Nastasia Nichitov Agafia Orlov                                 | K-2 500 m  | 1:59,33 | 2     | N/A          | N/A          | 1:53,38    | 2          | 1:53,77 | 4      |

## Canotaj
Masculin
| Sportiv                                                   | Probă                   | Serie   | Serie | Recalificări | Recalificări | Semifinale | Semifinale | Finală B | Finală B | Finală A | Finală A | Loc |
| Sportiv                                                   | Probă                   | Timp    | Loc   | Timp         | Loc          | Timp       | Loc        | Timp     | Loc      | Timp     | Loc      | Loc |
| --------------------------------------------------------- | ----------------------- | ------- | ----- | ------------ | ------------ | ---------- | ---------- | -------- | -------- | -------- | -------- | --- |
| Walter Lambertus                                          | Simplu vâsle            | 7:42,65 | 4     | 7:08,88      | 2            | 7:01,23    | 4          | 8:11,13  | 5        | N/A      | N/A      | 11  |
| Nicolae Simion Ernest Gal Ștefan Tudor Dumitru Grumezescu | Patru rame fără cârmaci | 6:23,12 | 4     | 6:09,55      | 3            | 6:07,71    | 4          | 6:43.96  | 3        | N/A      | N/A      | 9   |

Feminin
| Sportiv | Probă                   | Serie   | Serie | Recalificări | Recalificări | Finală B | Finală B | Finală A | Finală A | Loc |
| Sportiv | Probă                   | Timp    | Loc   | Timp         | Loc          | Timp     | Loc      | Timp     | Loc      | Loc |
| --- | ----------------------- | ------- | ----- | ------------ | ------------ | -------- | -------- | -------- | -------- | --- |
| Marlena Predescu Marinela Maxim | Dublu rame fără cârmaci | 3:42,18 | 2     | 3:53,93      | 2            | N/A      | N/A      | 4:15,44  | 6        | 6   |
| Elena Oprea Florica Petcu Filigonia Tol Aurelia Marinescu Aneta Matei (cârmaci)                                                                    | Patru rame cu cârmaci   | 3:26,42 | 2     | 3:40,96      | 2            | N/A      | N/A      | 3:51,17  | 4        | 4   |
| Ioana Tudoran Maria Micșa Felicia Afrăsiloaie Elisabeta Lazăr Elena Giurcă (cârmaci)                                                               | Patru vâsle cu cârmaci  | 3:14,86 | 2     | 3:27,48      | 1            | N/A      | N/A      | 3:32,76  | 3        | 3   |
| Elena Oprea Florica Petcu Filigonia Tol Aurelia Marinescu Georgeta Militaru Iuliana Munteanu Elena Avram Mărioara Constantin Aneta Matei (cârmaci) | Opt rame cu cârmaci     | 3:01,80 | 2     | 3:14,25      | 2            | N/A      | N/A      | 3:44,79  | 6        | 6   |

## Gimnastică
Masculin
| Sportiv         | Sol    | Sol | Sărituri | Sărituri | Paralele | Paralele | Bară   | Bară | Inele  | Inele | Cal cu mânere | Cal cu mânere | Compus  | Compus |
| Sportiv         | Puncte | Loc | Puncte   | Loc      | Puncte   | Loc      | Puncte | Loc  | Puncte | Loc   | Puncte        | Loc           | Puncte  | Loc    |
| --------------- | ------ | --- | -------- | -------- | -------- | -------- | ------ | ---- | ------ | ----- | ------------- | ------------- | ------- | ------ |
| Nicolae Oprescu | 18,20  | =37 | 17,75    | =82      | 18,50    | =29      | 18,55  | =39  | 19,10  | =12   | 18,20         | =50           | 109,900 | 29     |
| Sorin Cepoi     | 17,90  | =50 | 18,55    | =40      | 18,30    | =34      | 18,75  | =29  | 18,30  | =51   | 18,15         | =52           | 109,525 | 32     |
| Dan Grecu       | 18,25  | =35 | 19,200   | 4        | 19,25    | =8       | 19,00  | 19   | 19,500 | 3     | 18,80         | =21           | 60,450  | 36     |
| Ion Checicheș   | 18,35  | =33 | 18,80    | =26      | 17,95    | 54       | 17,80  | =63  | 18.95  | =17   | 18,00         | =58           | 109,85  | 37     |
| Mihai Borș      | 17,20  | =81 | 19,05    | =11      | 18,60    | =25      | 17,80  | =63  | 19,10  | =12   | 18,00         | =58           | 109,75  | =38    |
| Ștefan Gal      | 17,55  | =69 | 18,50    | =44      | 18,30    | =34      | 18,55  | =39  | 18,45  | =46   | 17,80         | =65           | 109,15  | =48    |
| România         |        |     |          |          |          |          |        |      |        |       |               |               | 557,30  | 6      |

Feminin
| Sportivă           | Sol    | Sol | Sărituri | Sărituri | Paralele inegale | Paralele inegale | Bârnă  | Bârnă | Compus | Compus |
| Sportivă           | Puncte | Loc | Puncte   | Loc      | Puncte           | Loc              | Puncte | Loc   | Puncte | Loc    |
| ------------------ | ------ | --- | -------- | -------- | ---------------- | ---------------- | ------ | ----- | ------ | ------ |
| Nadia Comăneci     | 19,750 | 3   | 19,625   | 4        | 20,000           | 1                | 19,950 | 1     | 79,275 | 1      |
| Teodora Ungureanu  | 19,30  | =10 | 19,35    | =10      | 19,800           | 2                | 19,700 | 3     | 78,375 | 4      |
| Mariana Constantin | 18,85  | =30 | 19,15    | =13      | 19,70            | 6*               | 19,05  | =10   | 76,625 | 11     |
| Anca Grigoraș      | 19,00  | =19 | 18,95    | =23      | 19,40            | =14              | 19,40  | 4*    | 76,70  | 15     |
| Gabriela Trușcă    | 18,70  | =44 | 18,90    | =25      | 19,60            | 9                | 18,90  | =16   | 76,10  | 18     |
| Georgeta Gabor     | 19,05  | =17 | 18,65    | =38      | 19,10            | =26              | 18,90  | =16   | 75,70  | =21    |
| România            |        |     |          |          |                  |                  |        |       | 387,15 | 2      |

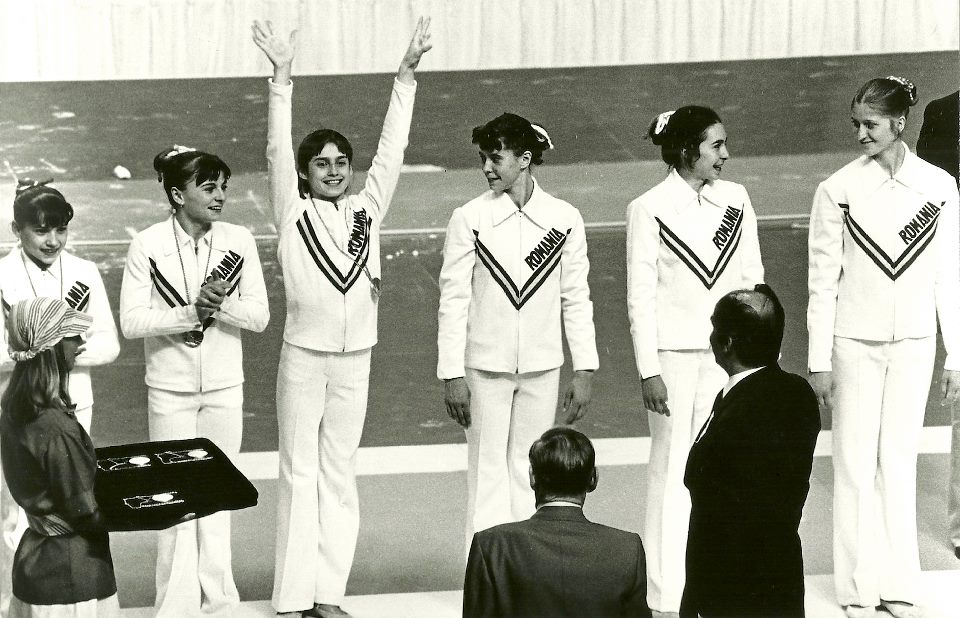
Georgeta Gabor, Teodora Ungureanu, Nadia Comăneci, Mariana Constantin, Gabriela Trușcă, Anca Grigoraș

* S-a calificat în finală dar nu a putut să concureze acolo deoarece au fost admise doar două gimnaste dintr-o singură țară.

## Haltere
| Sportiv            | Probă  | Smuls    | Smuls | Aruncat  | Aruncat | Total | Loc |
| Sportiv            | Probă  | Rezultat | Loc   | Rezultat | Loc     | Total | Loc |
| ------------------ | ------ | -------- | ----- | -------- | ------- | ----- | --- |
| Dragomir Cioroslan | −75 kg | 142,5    | =4    | 177,5    | =4      | 320,0 | =4  |

Dragomir Cioroslan a fost descalificat pentru dopaj.

## Handbal
Echipa
| - Cornel Penu - Gabriel Kicsid - Cristian Gațu - Ghiță Licu - Radu Voina - Roland Gunnesch - Ștefan Birtalan - Adrian Cosma - Constantin Tudosie - Nicolae Munteanu - Werner Stöckl - Mircea Grabovschi - Cezar Drăgăniță - Alexandru Fölker |

| Echipă  | Probă            | Faza grupelor     | Faza grupelor           | Faza grupelor | Faza grupelor          | Faza grupelor     | Faza grupelor | Finală                      | Finală |
| Echipă  | Probă            | Adversar Scor     | Adversar Scor           | Adversar Scor | Adversar Scor          | Adversar Scor     | Loc           | Adversar Scor               | Loc    |
| ------- | ---------------- | ----------------- | ----------------------- | ------------- | ---------------------- | ----------------- | ------------- | --------------------------- | ------ |
| România | Turneul masculin | Ungaria · C 23-18 | Statele Unite · C 32-19 | Tunisia · –*  | Cehoslovacia · E 19-19 | Polonia · C 17-15 | 1             | Uniunea Sovietică · P 15-19 | 2      |

* Tunisia și-a retras echipa.
Echipa
| - Constantina Pițigoi - Christine Petrovici - Viorica Ionică - Doina Cojocaru - Doina Furcoi - Elisabeta Ionescu - Georgeta Lăcustă - Iuliana Hobincu - Magdolna Miklós - Maria Bosi - Maria Lackovics - Niculina Sasu - Rozália Soós - Simona Arghir |

| Echipă  | Probă           | Adversar Scor             | Adversar Scor          | Adversar Scor     | Adversar Scor    | Adversar Scor     | Loc |
| ------- | --------------- | ------------------------- | ---------------------- | ----------------- | ---------------- | ----------------- | --- |
| România | Turneul feminin | Germania de Est · P 12-18 | Statele Unite · P 8-14 | Japonia · C 21-20 | Canada · C 17-11 | Ungaria · P 15-20 | 4   |

## Lupte
Masculin greco-roman
| Sportiv            | Probă        | Primul meci       | Al 2-lea meci        | Al 3-lea meci     | Al 4-lea meci      | Al 5-lea meci     | Al 6-lea meci     | Al 7-lea meci     | Loc |
| Sportiv            | Probă        | Adversar Rezultat | Adversar Rezultat    | Adversar Rezultat | Adversar Rezultat  | Adversar Rezultat | Adversar Rezultat | Adversar Rezultat | Loc |
| ------------------ | ------------ | ----------------- | -------------------- | ----------------- | ------------------ | ----------------- | ----------------- | ----------------- | --- |
| Gheorghe Berceanu  | semimuscă    | Moriwaki (JPN) C  | Zajączkowski (POL) C | Kawasaki (CAN) C  | Hinz (GDR) C       | Angelov (BUL) C   | Șumakov (URS) P   | N/A               | 2   |
| Nicu Gingă         | muscă        | Kirov (BUL) C     | Konstantinov (URS) P | Krauß (FRG) C     | Caltabiano (ITA) C | Hirayama (JPN) C  | nu a avansat      | N/A               | 2   |
| Mihai Boțilă       | cocoș        | Lipień (POL) C    | Han-Yeong (KOR) C    | Mustafin (URS) P  | Krysta (TCH) C     | Ukkola (FIN) P    | nu a avansat      | nu a avansat      | 5   |
| Ion Păun           | pană         | Malmkvist (SWE) C | N/A                  | Gyeong-Su (KOR) C | Hjelt (FIN) C      | Miyahara (JPN) P  | Réczi (HUN) P     | nu a avansat      | 5   |
| Ștefan Rusu        | ușoară       | Supron (POL) C    | Hae-Myeong (KOR) C   | Kobayashi (JPN) C | Nalbandean (URS) P | Wehling (GDR) C   | Skiöld (SWE) C    | N/A               | 2   |
| Gheorghe Ciobotaru | semimijlocie | Karlsson (SWE) C  | Nagatomo (JPN) C     | Kiss (AUT) C      | Bîkov (URS) P      | nu a avansat      | nu a avansat      | N/A               | 6   |
| Ion Enache         | mijlocie     | Cummings (CAN) C  | Andersson (SWE) C    | Kolev (BUL) P     | Petković (YUG) P   | nu a avansat      | nu a avansat      | N/A               | 7   |
| Petre Dicu         | semigrea     | Séllyei (HUN) P   | Rezanțev (URS) P     | nu a avansat      | nu a avansat       | nu a avansat      | nu a avansat      | N/A               |     |
| Nicolae Martinescu | grea         | Balboșin (JPN) P  | N'Diaye (SEN) C      | Goranov (BUL) P   | nu a avansat       | nu a avansat      | N/A               | N/A               | =7  |
| Roman Codreanu     | supergrea    | Rovnyai (HUN) C   | Robertsson (SWE) C   | Wolff (FRG) C     | Lee (USA) C        | Kolcinski (URS) P | Tomov (BUL) P     | N/A               | 3   |

Masculin stil liber
| Sportiv              | Probă        | Primul meci        | Al 2-lea meci     | Al 3-lea meci        | Al 4-lea meci           | Al 5-lea meci     | Al 6-lea meci      | Al 7-lea meci     | Loc |
| Sportiv              | Probă        | Adversar Rezultat  | Adversar Rezultat | Adversar Rezultat    | Adversar Rezultat       | Adversar Rezultat | Adversar Rezultat  | Adversar Rezultat | Loc |
| -------------------- | ------------ | ------------------ | ----------------- | -------------------- | ----------------------- | ----------------- | ------------------ | ----------------- | --- |
| Constantin Alexandru | semimuscă    | Özdemir (TUR) P    | nu a avansat      | nu a avansat         | nu a avansat            | nu a avansat      | nu a avansat       | N/A               |     |
| Constantin Măndilă   | muscă        | Haines (USA) P     | Ivanov (URS) P    | nu a avansat         | nu a avansat            | nu a avansat      | nu a avansat       | N/A               |     |
| Gigel Anghel         | cocoș        | Smith (AUS) C      | Kheder (IRI) P    | Dukov (BUL) P        | nu a avansat            | nu a avansat      | nu a avansat       | N/A               |     |
| Petre Coman          | pană         | Maekawa (JPN) P    | N/A               | Iankov (BUL) P       | nu a avansat            | nu a avansat      | nu a avansat       | nu a avansat      |     |
| Marin Pîrcălabu      | semimijlocie | Haward (GBR) C     | Toma (HUN) C      | Övermark (FIN) C     | Așuraliev (URS) P       | Date (JPN) P      | nu a avansat       | nu a avansat      | 5   |
| Vasile Iorga         | mijlocie     | Novojilov (URS) P  | Faddoul (LIB) C   | Deschatelets (CAN) C | Abilov (BUL) P          | nu a avansat      | nu a avansat       | N/A               |     |
| Stelică Morcov       | semigrea     | Peterson (USA) P   | Morgan (CUB) C    | Liutviev (BUL) C     | Yatsu (JPN) C           | N/A               | Tediașvili (URS) P | nu a avansat      | 3   |
| Enache Panait        | grea         | Bayanmönkh (MGL) P | Kostov (BUL) P    | nu a avansat         | nu a avansat            | nu a avansat      | nu a avansat       | N/A               |     |
| Ladislau Simon       | supergrea    | Adyaatömör (MGL) C | Morales (CUB) C   | N/A                  | Eskandar-Filabi (IRI) C | Andiev (URS) P    | Balla (HUN) P      | N/A               | 3   |

## Polo pe apă
Echipa
| - Florin Slăvei - Cornel Rusu - Gheorghe Zamfirescu - Adrian Nastasiu - Dinu Popescu - Claudiu Rusu - Ilie Slăvei - Liviu Răducanu - Viorel Rus - Adrian Schervan - Doru Spînu |

| Echipă  | Probă            | Faza grupelor preliminare | Faza grupelor preliminare | Faza grupelor preliminare | Faza grupelor preliminare | Grupa principală | Grupa principală    | Grupa principală | Grupa principală | Grupa principală | Grupa principală |
| Echipă  | Probă            | Adversar Scor             | Adversar Scor             | Adversar Scor             | Loc                       | Adversar Scor    | Adversar Scor       | Adversar Scor    | Adversar Scor    | Adversar Scor    | Loc              |
| ------- | ---------------- | ------------------------- | ------------------------- | ------------------------- | ------------------------- | ---------------- | ------------------- | ---------------- | ---------------- | ---------------- | ---------------- |
| România | Turneul masculin | URSS E 5-5                | Mexic C 8-3               | Țările de Jos P 5-6       | 2                         | Yugoslavia E 5-5 | Țările de Jos E 4-4 | Italia E 4-4     | Hungaria P 8-9   | Germania C 5-3   | 4                |

## Scrimă
| Probă                      | Sportiv                                                                             | Loc |
| -------------------------- | ----------------------------------------------------------------------------------- | --- |
| Floretă masculin           | Petru Kuki                                                                          | 9   |
| Floretă masculin           | Mihai Țiu                                                                           | 25  |
| Floretă masculin           | Tudor Petruș                                                                        | 45  |
| Floretă masculin pe echipe | Petrică Buricea Petru Kuki Tudor Petruș Mihai Țiu                                   | 9   |
| Floretă feminin            | Ecaterina Stahl-Iencic                                                              | 7   |
| Floretă feminin            | Magdalena Bartoș                                                                    | 27  |
| Floretă feminin            | Ana Pascu                                                                           | 28  |
| Floretă feminin pe echipe  | Magdalena Bartoș Ana Pascu Ileana Gyulai-Drîmbă Marcela Zsak Ecaterina Stahl-Iencic | 7   |
| Spadă masculin             | Paul Szabo                                                                          | 19  |
| Spadă masculin             | Anton Pongratz                                                                      | 33  |
| Spadă masculin             | Nicolae Iorgu                                                                       | 13  |
| Spadă masculin pe echipe   | Nicolae Iorgu Anton Pongratz Ioan Popa Paul Szabo                                   | 6   |
| Sabie masculin             | Ioan Pop                                                                            | 4   |
| Sabie masculin             | Dan Irimiciuc                                                                       | 9   |
| Sabie masculin             | Cornel Marin                                                                        | 24  |
| Sabie masculin pe echipe   | Dan Irimiciuc Cornel Marin Marin Mustață Alexandru Nilca Ioan Pop                   | 3   |

## Tir
| Sportiv            | Probă                                     | Puncte | Loc |
| ------------------ | ----------------------------------------- | ------ | --- |
| Corneliu Ion       | Pistol viteză 25 m                        | 595    | 5   |
| Marin Stan         | Pistol viteză 25 m                        | 594    | 8   |
| Dan Iuga           | pistol liber 50 m                         | 539    | 34  |
| Ștefan Kaban       | armă liberă calibru redus 50 m, 3 poziții | 1.129  | =35 |
| Nicolae Rotaru     | armă liberă calibru redus 50 m, 3 poziții | 1.141  | 17  |
| Nicolae Rotaru     | armă liberă calibru redus 50 m, culcat    | 580    | =68 |
| Gheorghe Vasilescu | armă liberă calibru redus 50 m, culcat    | 589    | =28 |
| Adalbert Oster     | skeet                                     | 188    | =35 |